# Atinus brevicornis
Atinus brevicornis är en skalbaggsart som beskrevs av Thomas Casey 1894. Atinus brevicornis ingår i släktet Atinus och familjen kortvingar. Inga underarter finns listade i Catalogue of Life.